# Robert W. Levering

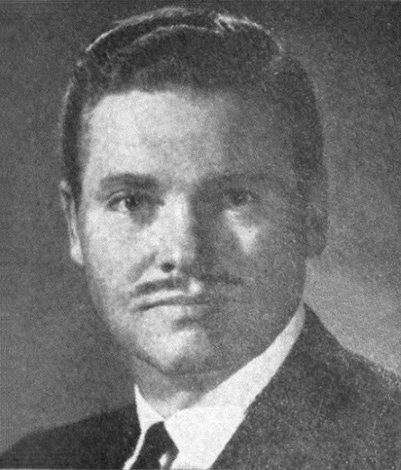
Robert W. Levering

Robert Woodrow Levering (* 3. Oktober 1914 bei Fredericktown, Knox County, Ohio; † 11. August 1989 ebenda) war ein US-amerikanischer Politiker. Zwischen 1959 und 1961 vertrat er den Bundesstaat Ohio im US-Repräsentantenhaus.

## Werdegang
Robert Levering war der Schwiegersohn des Kongressabgeordneten Usher L. Burdick (1879–1960) aus North Dakota und Schwager von dessen Sohn Quentin N. Burdick (1908–1992), der den Staat North Dakota in beiden Kammern des Kongresses vertrat. Er absolvierte die Fredericktown High School und danach im Jahr 1936 die Denison University in Granville. Zwischen 1937 und 1941 arbeitete er als Bibliothekar an der Library of Congress in Washington, D.C. Nach einem Jurastudium an der George Washington University und seiner 1940 erfolgten Zulassung als Rechtsanwalt begann er in diesem Beruf zu praktizieren. Außerdem war er zeitweise für das Kriegsministerium tätig. Nach dem amerikanischen Eintritt in den Zweiten Weltkrieg gehörte er der United States Army Reserve an. Er geriet 1942 in japanische Kriegsgefangenschaft, in der er bis zum Kriegsende 1945 verblieb. In den Jahren 1949 und 1950 war er stellvertretender Attorney General von Ohio. Politisch schloss er sich der Demokratischen Partei an. In den Jahren 1948, 1950, 1954 und 1956 kandidierte er jeweils erfolglos für das US-Repräsentantenhaus.
Bei den Kongresswahlen des Jahres 1958 wurde Levering im 17. Wahlbezirk von Ohio in das US-Repräsentantenhaus in Washington gewählt, wo er am 3. Januar 1959 die Nachfolge des Republikaners J. Harry McGregor antrat. Da er im Jahr 1960 nicht bestätigt wurde, konnte er bis zum 3. Januar 1961 nur eine Legislaturperiode im Kongress absolvieren. Diese war von den Ereignissen des Kalten Krieges und der Bürgerrechtsbewegung bestimmt. 1962 bewarb sich Levering erfolglos um die Rückkehr in den Kongress. Danach ist er politisch nicht mehr in Erscheinung getreten. Er starb am 11. August 1989 in seiner Heimatstadt Fredericktown.